# Phänomen Granit 25
Phänomen Granit 25 — немецкий армейский грузовик Второй мировой войны.

## История
Phänomen Granit 25 был разработан под руководством инженера Альфреда Хэснера (Alfred Haesner) в качестве лёгкого грузовика для рейхсвера, серийное производство было освоено в 1930—1931 годах на автозаводе в Цвиккау.
После начала летом 1936 года войны в Испании санитарные машины первых лет выпуска использовались легионом «Кондор» (внешне они отличались отсутствием дверей кабины водителя).
В начальный период Второй мировой войны санитарные машины Phänomen Granit 25H (Kfz.31) являлись основным типом санитарных машин вермахта.
Выпуск модели Granit 25 продолжался до 1941 года (хотя уже в 1936 году была представлена следующая модель Phänomen Granit 30).

## Варианты и модификации

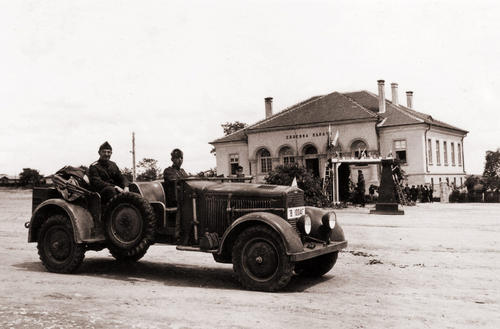
разведывательный автомобиль Phänomen Granit 25H Kübelwagen болгарской армии в городе Симеоновград (1941 год)

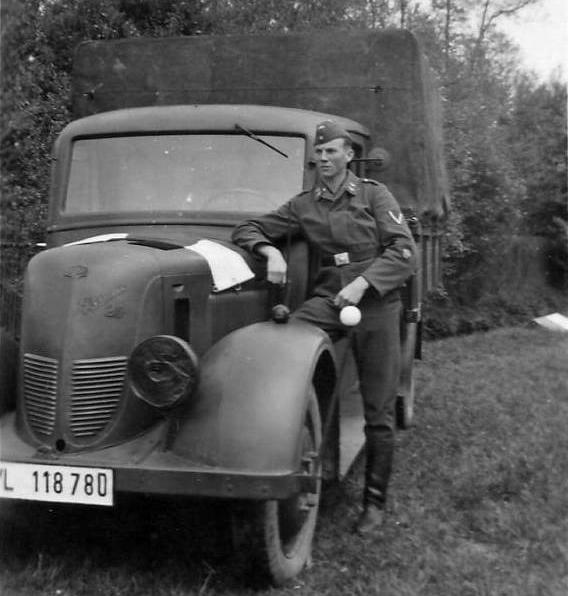
Phänomen Granit 27

- Phänomen Granit 25 — коммерческий грузовик с колёсной базой 3550 мм
- Phänomen Granit 25H — армейский вариант с колёсной базой 3550 мм, выпускался в 1930—1932 гг. в виде бортового грузовика с грузоподъёмностью 1500 кг и запасом хода 340 км[3] или автофургона[5]
- Phänomen Granit 25H Sanitätsfahrzeug (Kfz.31) — санитарная машина с четырёхдверным кузовом-фургоном и укороченной до 3250 мм колёсной базой, грузоподъёмностью 600 кг и запасом хода 330 км, выпускалась в 1936—1939 гг.[5]. Задние двери двустворчатые, кузов переоборудован для размещения четырёх раненых на носилках[4].
- Phänomen Granit 25H Kübelwagen — разведывательная машина с открытым ковшеобразным кузовом и откидывающейся брезентовой крышей, выпускавшаяся на шасси грузовика с укороченной до 3250 мм колёсной базой в 1934—1935 гг., во время войны использовалась в качестве тягача 37-мм противотанковых орудий[1]
- Phänomen Granit 27 — вариант 1940 года с новым двигателем мощностью 50 л. с., двускатной ошиновкой задних колёс и скруглённой облицовкой радиатора[2]

## Страны-эксплуатанты
- Веймарская республика[2]
- нацистская Германия[2] — использовались до окончания войны в 1945 году[4]
- Болгария — использовались в вооружённых силах Болгарии с 1934 до 1945 года[6]